# Struchium
Struchium es un género monotípico de plantas fanerógamas perteneciente a la familia de las asteráceas. Su única especie, Struchium sparganophorum, es originaria de América.

## Descripción
Son hierbas anuales, que alcanzan un tamaño de 0.4–0.6 m de alto, erectas; ramas estriadas, escasamente pilosas a glabras. Las hojas caulinares alternas, angostas a ampliamente elípticas u oblanceoladas, 3–12 cm de largo y 1–4 cm de ancho, ápice agudo, acuminado o atenuado, frecuentemente terminando en una espina pequeña, base cuneada o atenuada, márgenes serrulados a denticulados, escasamente estrigulosas y subglandulosas; pecíolos cortos y acanalados, a veces angostamente alados, 1–30 mm de largo. Capitulescencias axilares, sésiles, frecuentemente aglomeradas; capítulos discoides con ca 50 flósculos; involucros hemisféricos, 3–5 mm de largo y 5–7 mm de ancho; filarias en 3–4 series, deltoides a ampliamente lanceolado-elípticas con márgenes pálidos y ápice corto, espinuloso, ciliolado; corolas 1–2 mm de largo, glandulosas por fuera, purpúreas; anteras 0.5–1 mm de largo; estilos 1.5–2 mm de largo. Aquenios turbinados a oblongos, 1.3–2 mm de largo, 3–4 angulados, punteado-glandulares; vilano una corona cartilaginosa, la mitad del largo del aquenio, levemente lobada o entera.

## Distribución
Es una especie común, se encuentra en matorrales o bosques muy húmedos, en la zona atlántica; a una altitud de  0–100 metros, en el sur de México, Belice, Nicaragua, Sudamérica tropical y en las Antillas.

## Taxonomía
Struchium sparganophorum fue descrita por (L.) Kuntze y publicado en Revisio Generum Plantarum 1: 366. 1891.
Sinonimia
- Ethulia nodiflore Lam.
- Ethulia sparganophora L. basónimo
- Ethulia struchium Sw.
- Sparganophorus fasciatus Poir.
- Sparganophorus fasciculatus Steud.
- Sparganophorus fuscatus Steud.
- Sparganophorus struchium (Sw.) Poir.
- Sparganophorus struchium (Sw.) Pers.
- Sparganophorus vaillantii Crantz
- Struchium americanum Poir.
- Struchium herbaceum P.Browne ex J.St.-Hil.
- Struchium vaillantii Crantz[3]